# Bankstown City
Koordinaten: 33° 55′ S, 151° 2′ O

Bankstown City war ein lokales Verwaltungsgebiet (LGA) im australischen Bundesstaat New South Wales. Bankstown gehörte zur Metropole Sydney, der Hauptstadt von New South Wales. Das Gebiet war 77 km² groß und hatte etwa 182.000 Einwohner.
Am 12. Mai 2016 wurde der Zusammenschluss mit Canterbury zur neu geschaffenen Canterbury-Bankstown City bekanntgegeben.

## Geografie
Bankstown lag etwa 17 km südwestlich des Stadtzentrums von Sydney nördlich der Ausläufer der Botany Bay. Das Gebiet beinhaltete 37 Stadtteile: Bankstown, Bankstown Aerodrome, Bankstown Airport, Bankstown East, Bankstown North, Bankstown South, Bankstown Square, Bankstown West, Bass Hill, Birrong, Chester Hill, Chullora, Condell Park, East Hills, Georges Hall, Lansdowne, Leightonfield, Manahan, Milperra, Mount Lewis, Padstow, Padstow Heights, Panania, Picnic Point, Potts Hill, Revesby, Revesby Heights, Revesby North, Yagoona, Yagoona West und Teile von Greenacre, Old Guildford, Punchbowl, Regents Park, Sefton, Strathfield South und Villawood. Der Sitz des City Councils befand sich im Stadtteil Bankstown im Zentrum der LGA.

## Verwaltung
Der Bankstown City Council hatte zwölf Mitglieder, die von den Bewohnern von vier Wards gewählt wurden (je drei Councillor aus North, East, West und South Ward). Diese vier Bezirke waren unabhängig von den Stadtteilen festgelegt. Aus dem Kreis der Councillor rekrutierte sich auch der Mayor (Bürgermeister) des Councils.

## Partnerschaften
- Broken Hill, Australien
- Suita, Japan
- Colorado Springs, Vereinigte Staaten
- Yangcheon-gu City, Südkorea
- Shijiazhuang, Volksrepublik China

## Söhne und Töchter der Stadt
- Teigen Allen (* 1994), Fußballspielerin
- Brett Emerton (* 1979), Fußballspieler
- Brett Holman (* 1984), Fußballspieler
- Heiko Maile (* 1966), Mitglied der Band Camouflage
- Sasho Petrovski (* 1975), Fußballspieler